# Anastassija Nikolajewna Jermakowa
Anastassija Nikolajewna Jermakowa (russisch Анастаси́я Никола́евна Ермако́ва; * 8. April 1983 in Moskau) ist eine ehemalige russische Synchronschwimmerin und vierfache Olympiasiegerin.

## Werdegang
Jermakowa begann mit Synchronschwimmen im Alter von fünf Jahren. 2002 schloss sie ihr Volkswirtschaftsstudium an der Lomonossow-Universität Moskau ab.
Mit ihrer langjährigen Partnerin Anastassija Dawydowa trat sie bereits als Juniorin im Jahr 1998 an. 2001 konnten sie zusammen ihre erste internationale Medaille gewinnen: eine Silbermedaille beim Duett an den Weltmeisterschaften. Zwei Jahre später in Barcelona wurden sie schließlich Weltmeister im Duett. Auch im Team-Wettkampf waren die Russinnen siegreich.
Jermakowa und Dawydowa gewannen bei den Olympischen Sommerspielen 2004 in Athen und erneut 2008 in Peking den Wettkampf im Duett. Mit dem russischen Team konnten sie jeweils auch die Goldmedaille gewinnen. Sie gewannen sieben Weltmeisterschaften und waren 2010 Europameisterinnen im Duett.
Russland dominiert das Synchronschwimmen bereits seit einiger Zeit und konnte seit Sydney 2000 alle olympischen Goldmedaillen gewinnen. Jermakowa lebte mit ihrem Team in einem Trainingscamp außerhalb von Moskau. 2015 wurde sie in die International Swimming Hall of Fame aufgenommen.